# Korea Open 1999
Die Korea Open 1999 im Badminton fanden vom 12. bis zum 17. Januar 1999 im Jangchung-Gymnasium in Seoul statt. Das Preisgeld betrug 250.000 US-Dollar. Es war die 9. Auflage der Korea Open. Hauptsponsoren des Turniers waren GF und Joo Bong. Das Turnier hatte einen Sechs-Sterne-Status im World Badminton Grand Prix. 260 Spieler aus 19 Ländern nahmen am Turnier teil, welches von KBS, KSTV und STAR im Fernsehen übertragen wurde.

## Sieger und Platzierte
| Disziplin    | Gold                       | Silber                     | Bronze                         |
| ------------ | -------------------------- | -------------------------- | ------------------------------ |
| Herreneinzel | Fung Permadi               | Thomas Stuer-Lauridsen     | Yohan Hadikusumo Wiratama      |
| Herreneinzel | Fung Permadi               | Thomas Stuer-Lauridsen     | Peter Rasmussen                |
| Dameneinzel  | Zhou Mi                    | Gong Ruina                 | Camilla Martin                 |
| Dameneinzel  | Zhou Mi                    | Gong Ruina                 | Lee Joo Hyun                   |
| Herrendoppel | Eng Hian Flandy Limpele    | Jens Eriksen Jesper Larsen | Liu Yong Yu Jinhao             |
| Herrendoppel | Eng Hian Flandy Limpele    | Jens Eriksen Jesper Larsen | Cheah Soon Kit Choong Tan Fook |
| Damendoppel  | Huang Nanyan Yang Wei      | Ge Fei Zhang Ning          | Gao Ling Qin Yiyuan            |
| Damendoppel  | Huang Nanyan Yang Wei      | Ge Fei Zhang Ning          | Helene Kirkegaard Rikke Olsen  |
| Mixed        | Kim Dong-moon Ra Kyung-min | Liu Yong Ge Fei            | Michael Søgaard Rikke Olsen    |
| Mixed        | Kim Dong-moon Ra Kyung-min | Liu Yong Ge Fei            | Ha Tae-kwon Chung Jae-hee      |

## Finalergebnisse
| Disziplin    | Sieger                     | Finalist                   | Ergebnis    |
| ------------ | -------------------------- | -------------------------- | ----------- |
| Herreneinzel | Fung Permadi               | Thomas Stuer-Lauridsen     | 17-14, 15-6 |
| Dameneinzel  | Zhou Mi                    | Gong Ruina                 | 11-6, 13-12 |
| Herrendoppel | Flandy Limpele Eng Hian    | Jens Eriksen Jesper Larsen | 15-6, 15-7  |
| Damendoppel  | Huang Nanyan Yang Wei      | Ge Fei Zhang Ning          | 15-10, 15-1 |
| Mixed        | Kim Dong-moon Ra Kyung-min | Liu Yong Ge Fei            | 15-6, 15-8  |